# Melanaspis ponderosa
Melanaspis ponderosa är en insektsart som beskrevs av Ferris 1941. Melanaspis ponderosa ingår i släktet Melanaspis och familjen pansarsköldlöss. Inga underarter finns listade i Catalogue of Life.